# 1740

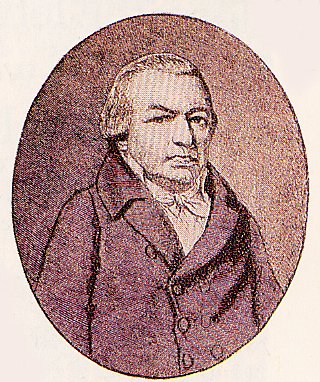
Johann van Beethoven (1740-1792), músico alemão, pai do compositor Ludwig van Beethoven.

- Wikisource

| Calendário gregoriano                                                        | 1740 MDCCXL                         |
| Ab urbe condita                                                              | 2493                                |
| Calendário arménio                                                           | 1189 – 1190                         |
| Calendário bahá'í                                                            | -104 – -103                         |
| Calendário budista                                                           | 2284                                |
| Calendário chinês                                                            | 4436 – 4437 Início a 26 de janeiro  |
| Calendário copta                                                             | 1456 – 1457                         |
| Calendário etíope                                                            | 1732 – 1733                         |
| Calendários hindus - Vikram Samvat - Calendário nacional indiano - Cáli Iuga | 1795 – 1796 1661 – 1662 4840 – 4841 |
| Calendário Holoceno                                                          | 11740                               |
| Calendário islâmico                                                          | 1153 – 1154                         |
| Calendário judaico                                                           | 5500 – 5501                         |
| Calendário persa                                                             | 1118 – 1119                         |
| Calendário rúnico                                                            | 1990                                |
| Calendário solar tailandês                                                   | 2283                                |

1740 (MDCCXL, na numeração romana)  foi um ano bissexto do século XVIII  do actual Calendário Gregoriano, da Era de Cristo,  e as suas letras dominicais foram  C e B (52 semanas), teve início a uma sexta-feira e terminou a um sábado.
| Ano completo                          |
| ------------------------------------- |
| Ano bissexto com início à sexta-feira |

## Nascimentos
- 23 de junho - Nicolau Tolentino de Almeida poeta e escritor português, pertenceu à Academia Arcádia Lusitana (m. 1811).
- 27 de Junho - John Latham, ornitólogo britânico (m. 1837).
- 9 de Julho - José Luís de Vasconcelos e Sousa,  1.º marquês de Belas (m. 1812).
- 14 de Agosto - Papa Pio VII
- 11 de Setembro - Dom Frei Caetano Brandão, Bispo do Pará, Arcebispo de Braga.
- 20 de Outubro - Isabelle de Charrière, escritora holandesa (m. 1805).
- 11 de novembro - Johann van Beethoven (1740-1792), cantor e músico alemão, pai do compositor Ludwig van Beethoven.
- 22 de dezembro - Pedro Cristiano Abildgaard, foi um médico, veterinário e naturalista dinamarquês, m. 1811).

## Por tema
- 1740 na ciência
- 1740 na literatura